# Valentin Altenburg
Valentin Altenburg (* 4. Juni 1981 in Hamburg) ist ein deutscher Hockeytrainer.

## Karriere
Altenburg wurde 2014 der bis dato jüngste Nationaltrainer in der DHB-Geschichte. 2015 übernahm er die Herren-Nationalmannschaft und sollte diese bis zu den Olympischen Spielen 2016 betreuen. Bei diesen gewann die Mannschaft die Bronzemedaille.
In den Jahren 2015 und 2016 war er zugleich auch Trainer der indischen Profimannschaft Dabang Mumbai.
Valentin Altenburg gewann 2019 als Trainer der U21-Nationalmannschaft den Europameistertitel und 2020 die Hallen-Europameisterschaft mit einer jungen Herren-Nationalmannschaft.
Von 2021 bis 2024 trainierte er die deutsche Damen-Nationalmannschaft. Bei der Feldhockey-Europameisterschaft der Damen 2023 in Mönchengladbach erreichte die Mannschaft den dritten Platz.
Bei den olympischen Sommerspielen in Paris im Jahr 2024 schied das Team der deutschen Damen-Nationalmannschaft im Viertelfinale gegen Argentinien aus.
Valentin Altenburg trat am 30. Oktober 2024 mit sofortiger Wirkung als Bundestrainer der deutschen Damen-Hockey‑Nationalmannschaft zurück, offiziell im Kontext einer angekündigten „Neuausrichtung“ und dem Wunsch nach „neuen Impulsen“ nach den olympischen Spielen in Paris. Hintergrund war eine Beschwerde einer Nationalspielerin über angeblich unangemessenes Verhalten, deren Vorwürfe in einer internen DHB‑Untersuchung geprüft wurden: Der Good‑Governance‑Beauftragte konfrontierte Altenburg damit, kam aber zum Ergebnis, dass keine Anhaltspunkte für Fehlverhalten vorliegen und keine Sanktionen erforderlich seien. Trotz dieses Freispruchs betonte DHB‑Sportdirektor Martin Schultze, dass die Beschwerde „indirekt“ zum Rücktritt beigetragen habe, auch wenn sie offiziell keine Rolle bei der Entscheidung gespielt habe.

## Privates
Valentin Altenburg ist seit 2013 mit Lisa Altenburg, einer ehemaligen deutschen Hockeyspielerin und Nationalspielerin, verheiratet. Das Ehepaar hat eine gemeinsame Tochter und einen Sohn.
Altenburg studierte unter anderem an der Universität Mannheim, der WHU – Otto Beisheim School of Management und der Universität St. Gallen.